# Xylotrechus oculicollis
Xylotrechus oculicollis är en skalbaggsart som beskrevs av Leon Fairmaire 1887. Xylotrechus oculicollis ingår i släktet Xylotrechus och familjen långhorningar. Inga underarter finns listade i Catalogue of Life.